# مبرهنة ريبيه

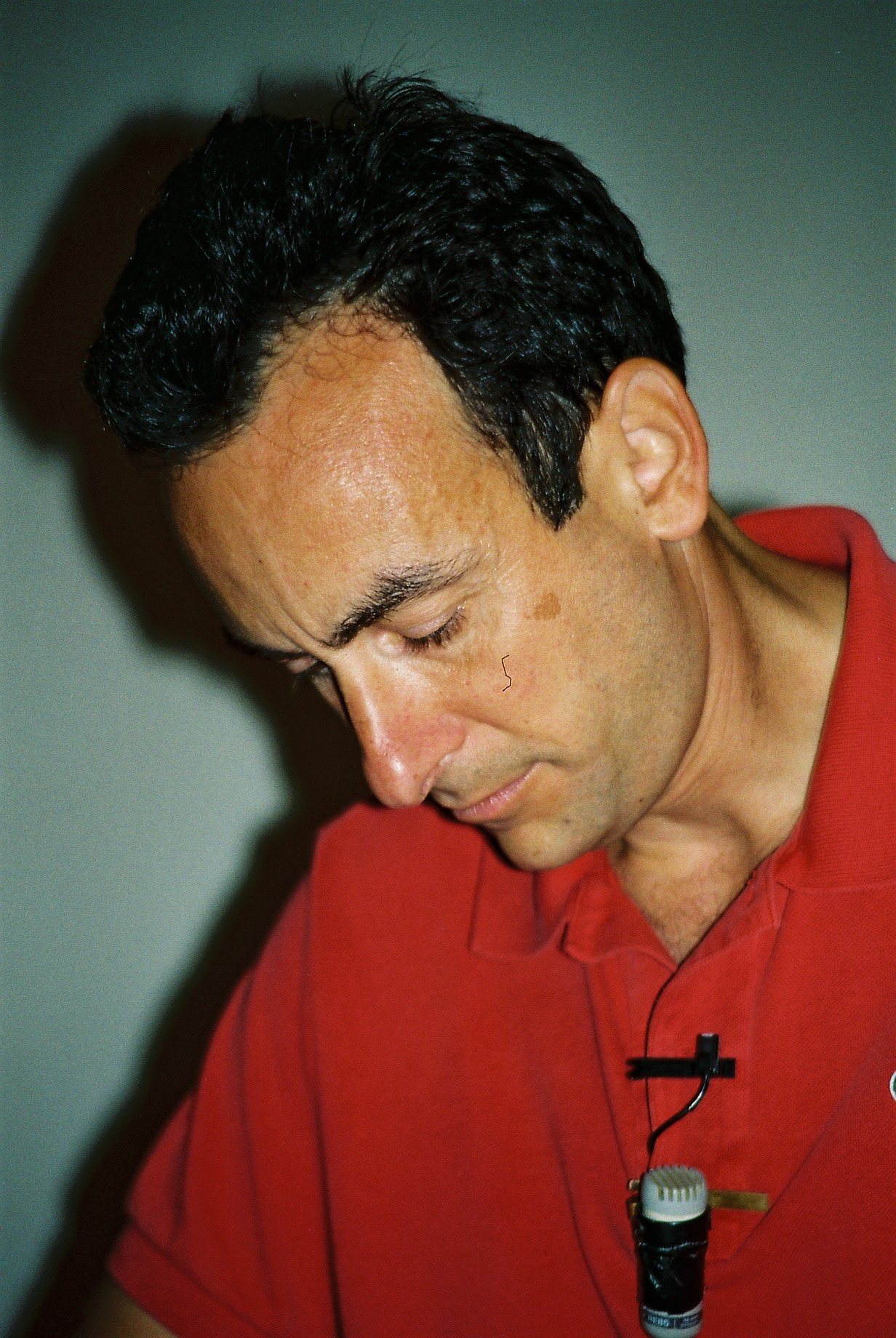
صورة كين ربيت

في الرياضيات، مبرهنة ريبيه (المسماة سابقا حدسية إيبسيلون أو حدسية ε) هي نص في نظرية الأعداد يتعلق بتمثيلات غالوا المرتبطة بالأشكال النمطية. حدسها جان-بيير سير وبرهن عليها كين ريبيت. كان البرهان على حدسية إيبسيلون خطوة مهمة نحو البرهان على مبرهنة فيرما الأخيرة. بين سير و ريبيت على أن البرهان على حدسية تانياما-شيمورا وحدسية إيبسيلون معًا يتمم البرهان على مبرهنة فيرما الأخيرة. في ذلك الوقت، لم تكن حدسية تانياما-شيمورا قد حلحلت بعد.

## النص
ليكن E منحنى إهليلجيا معاملاته أعداد صحيحة.

## التاريخ
انظر إلى منحنى فراي